# Titãs - A Vida até Parece uma Festa
A Vida Até Parece Uma Festa é um documentário brasileiro de 2008 que retrata a carreira de 25 anos dos Titãs. O longa metragem foi elaborado com fitas gravadas por Branco Mello desde o início do grupo.

## Produção
Com sua câmera, Branco registrou shows, bastidores, momentos de descontração em aeroportos e hotéis e vários outros instantes com a banda. Os vídeos foram gravados em formatos como VHS, Hi-8, Super-8 e mini DV.
Em 2002, Branco convidou o diretor premiado Oscar Rodrigues Alves, que já havia dirigido o videoclipe de "Epitáfio", um dos maiores sucessos da banda, para co-escrever e co-dirigir o filme. Juntos, selecionaram o material que seria lançado entre as mais de 200 horas capturadas pela câmera. Também procuraram em canais de televisão por clipes, shows e entrevistas. Desta forma, o material reunido pôde contar a história da banda por meio de festivais, turnês nacionais e internacionais, e momentos marcantes como a morte de Marcelo Fromer e a saída de Arnaldo Antunes e Nando Reis. O filme levou seis anos para ficar pronto, devido à falta de tempo livre dos envolvidos.